# Pływanie synchroniczne na Mistrzostwach Świata w Pływaniu 2013
Pływanie synchroniczne na Mistrzostwach Świata w Pływaniu 2013 odbywało się między 20 a 27 lipca 2013 na obiekcie Palau Sant Jordi w Barcelonie.

## Medalistki
| Konkurencja                     | 1. miejsce | 1. miejsce | 2. miejsce | 2. miejsce | 3. miejsce | 3. miejsce |
| Konkurencja                     | Zawodniczka | Wynik      | Zawodniczka | Wynik      | Zawodniczka | Wynik      |
| Solo technicznie (szczegóły)    | Swietłana Romaszyna | 96,800     | Huang Xuechen | 95,500     | Ona Carbonell | 94,400     |
| Solo dowolnie (szczegóły)       | Swietłana Romaszyna | 97,430     | Huang Xuechen | 95,720     | Ona Carbonell | 94,290     |
| Duety technicznie (szczegóły)   | Rosja · Swietłana Kolesniczenko · Swietłana Romaszyna | 97,300     | Chiny · Jiang Tingting · Jiang Wenwen | 94,900     | Hiszpania · Ona Carbonell · Margalida Crespí | 93,800     |
| Duety dowolnie (szczegóły)      | Rosja · Swietłana Kolesniczenko · Swietłana Romaszyna | 97,680     | Chiny · Jiang Tingting · Jiang Wenwen | 95,350     | Hiszpania · Ona Carbonell · Margalida Crespí | 94,990     |
| Zespół technicznie (szczegóły)  | Rosja · Włada Czigiriowa · Darja Korobowa · Aleksandra Packiewicz · Jelena Prokofjewa · Ałła Szyszkina · Marija Szuroczkina · Anżelika Timanina · Aleksandra Zujewa · Michajeła Kałancza · Anisia Olchowa      | 96,600     | Hiszpania · Clara Basiana · Alba María Cabello · Clara Camacho · Ona Carbonell · Margalida Crespí · Thaïs Henríquez · Paula Klamburg · Sara Levy · Meritxell Mas · Cristina Salvador | 94,400     | Ukraina · Łolita Ananasowa · Alena Greczichina · Hanna Klimenko · Kateryna Reznik · Aleksandra Sabada · Kateryna Sadurska · Anastasija Sawczuk · Anna Wołoszyna · Olha Zołotarowa · Maryna Goladkina | 93,300     |
| Zespół dowolnie (szczegóły)     | Rosja · Włada Czigiriowa · Swietłana Kolesniczenko · Darja Korobowa · Aleksandra Packiewicz · Jelena Prokofjewa · Ałła Szyszkina · Marija Szuroczkina · Anżelika Timanina · Aleksandra Zujewa · Anisia Olchowa | 97,400     | Hiszpania · Clara Basiana · Alba María Cabello · Laia Pons · Ona Carbonell · Margalida Crespí · Thaïs Henríquez · Paula Klamburg · Sara Levy · Meritxell Mas · Cristina Salvador     | 94,230     | Ukraina · Łolita Ananasowa · Alena Greczichina · Hanna Klimenko · Kateryna Reznik · Aleksandra Sabada · Kateryna Sadurska · Anastasija Sawczuk · Anna Wołoszyna · Olha Zołotarowa · Maryna Goladkina | 93,640     |
| Kombinacja dowolnie (szczegóły) | Rosja · Włada Czigiriowa · Michajela Kałancza · Darja Korobowa · Anisia Olchowa · Aleksandra Packiewicz · Jelena Prokofjewa · Ałła Szyszkina · Marija Szuroczkina · Anżelika Timanina · Aleksandra Zujewa      | 97,060     | Hiszpania · Clara Basiana · Alba María Cabello · Laia Pons · Ona Carbonell · Margalida Crespí · Thaïs Henríquez · Paula Klamburg · Sara Levy · Meritxell Mas · Cristina Salvador     | 94,620     | Ukraina · Łolita Ananasowa · Alena Greczichina · Hanna Klimenko · Kateryna Reznik · Aleksandra Sabada · Kateryna Sadurska · Anastasija Sawczuk · Anna Wołoszyna · Olha Zołotarowa · Maryna Goladkina | 93,350     |

## Klasyfikacja medalowa
| Miejsce | Państwo   | Złoto | Srebro | Brąz | Razem |
| ------- | --------- | ----- | ------ | ---- | ----- |
| 1.      | Rosja     | 7     | 0      | 0    | 7     |
| 2.      | Chiny     | 0     | 4      | 0    | 4     |
| 3.      | Hiszpania | 0     | 3      | 4    | 7     |
| 4.      | Ukraina   | 0     | 0      | 3    | 3     |